# Beschießung von Arnsberg
Hastenbeck – Krefeld – Sandershausen – Mehr – Lutterberg 1758 – Bergen – Minden – Gohfeld – Fulda – Korbach – Emsdorf – Warburg – Rhadern – Kloster Kampen – Langensalza – Saalfeld – Vellinghausen – Arnsberg – Wilhelmsthal – Lutterberg 1762 – Brücker Mühle
Die Beschießung von Arnsberg im April 1762 während des Siebenjährigen Krieges führte zur Zerstörung von Schloss Arnsberg und weiten Teilen der Stadt Arnsberg.

## Erste Kriegsjahre in Arnsberg
Die Stadt Arnsberg war das Herrschaftszentrum des kurkölnischen Herzogtums Westfalen. Das Arnsberger Schloss war Residenz der Kölner Kurfürsten in diesem Territorium. Im 17. und 18. Jahrhundert schätzten diese die Gegend auch wegen der guten Jagdmöglichkeiten. Clemens August von Bayern hat das Schloss von Johann Conrad Schlaun zwischen 1730 und 1734 zu einem Barockbau umgestalten lassen. Die höfische Prachtentfaltung erlebte in dieser Zeit einen Höhepunkt.
Die Außenpolitik des Kurfürsten war von verschiedenen Wechseln der Bündnispartner geprägt. Zuletzt war er mit Österreich und Frankreich im Siebenjährigen Krieg gegen Preußen verbündet.

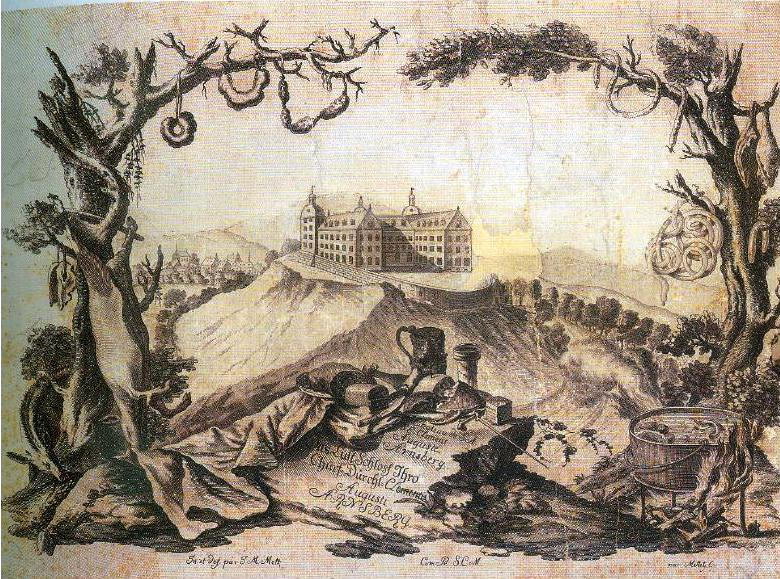
Schloss Arnsberg 1757 von Nordosten

Der Krieg wurde zu einer schweren Belastung für die kurkölnischen Territorien. Die eigentlichen Kriegshandlungen in Westfalen fanden im Wesentlichen in den Ebenen statt, so dass das Herzogtum zunächst nur am Rande betroffen war. Das Möhne- und Diemeltal diente je nach Kriegslage als Heerstraßen für die alliierte Armee oder die französischen Truppen. Zu Gefechten kam es in diesem Zusammenhang mehrfach bei Marsberg. Zum Schutz der Marschwege ließ Ferdinand von Braunschweig-Wolfenbüttel ein ständig bemanntes und befestigtes Lager bei Rüthen erbauen. Betroffen wurde das Land zunächst vor allem durch die Zwangslieferungen an die Armeen.
Die Stadt Arnsberg war, abgesehen von ihrer Bedeutung als Herrschaftssitz, von einer gewissen strategischen Bedeutung durch Straßenverbindungen in Richtung Rheinland und in Richtung Hessen.
In den ersten beiden Jahren des Krieges war Arnsberg nicht direkt von den Kriegsereignissen betroffen. Die Franzosen waren in dieser Zeit militärisch erfolgreich und drängten die Alliierten aus Westfalen heraus. Auf dem kurfürstlichen Gut in Obereimer wurde ein Magazin für die französischen Truppen angelegt. Im Jahr 1758 wendete sich das Kriegsglück und die Franzosen mussten sich an den Rhein zurückziehen. Die alliierten Truppen nahmen Winterquartier in Westfalen. In Rüthen, Brilon und Arnsberg lagen hessische Truppen und in Sundern lagen preußische Husaren. In Arnsberg waren mehrere hessische Kompanien einquartiert. Dies führte zu Belastungen der Zivilbevölkerung. Der regierende Bürgermeister Romberg notierte: „Jeder nur etwas bemittelte Bürger hatte acht bis zwölf, jeder Dürftige, jeder Bettler, ein bis zwei Mann zu beherbergen und zu verpflegen. Es trat Teuerung und Verarmung der nicht eben sehr begüterten Einwohner ein.“
Kriegskontributionen an die unterschiedlichen Parteien, Schatzungen des Landesherrn, Beschlagnahme von Pferden und Wagen belasteten die Bevölkerung. Die Armeen gingen zudem in der Region auf Rekrutenfang. Allein in einer Nacht sollen im Herzogtum 1800 Männer zwangsrekrutiert worden sein. Die Äcker lagen brach, es kam zu Seuchen und Krankheiten und die Bevölkerung verarmte.
Die Truppen verließen im März 1759 die Winterquartiere. In den folgenden Monaten wechselten sich kleine Einheiten der unterschiedlichen Kriegsparteien in der Stadt ab. Im Winter bezogen wieder hessische Truppen Quartiere. Darunter war auch ein General mit seinem Stab. Außerdem hatte die Stadt 4000 Reichstaler Kriegskontributionen an Preußen zu zahlen. Ähnlich hoch waren die Abgaben in den folgenden Jahren.
Im Mai 1760 marschierten die Truppen in Richtung Waldeck und Hessen ab. Stattdessen rückten die Franzosen unter dem Kommando des Generalleutnants Comte de Saint Germain im Juli 1760 in Arnsberg ein. Sein Korps bezog ein Lager am Lüsenberg und an der Haar, bevor es nach Meschede weiter zog. Zum Schutz des Nahrungsmittelmagazins blieb eine geringe Zahl von Soldaten zurück.

## Erster Angriff 1760
Daneben nutzen Freikorps und Jägertruppen die Stadt als Ausgangspunkt für Überfälle auf alliierte Truppen, die in Lippstadt in Garnison lagen. Ihre Beute schafften sie nach Arnsberg. Gegen Arnsberg wurde von Lippstadt aus eine etwa 500 Mann starke Einheit hannoverscher Truppen mit zwei Kanonen in Marsch gesetzt. Die Geschütze wurden am Galgenberg (heute Schreppenberg) in Position gebracht, während ein anderer Teil der Truppen die Stadt einnahm. Die in der Stadt gelagerten Vorräte der Franzosen wurden an die Bürger verteilt. Vom Galgenberg aus wurde am 15. Juli 1760 das Schloss beschossen, gleichzeitig wurde es von der Stadtseite aus angegriffen. Der Besatzung gelang es, beide Angriffe in einem Stunden dauernden Gefecht abzuschlagen. Gegen den Galgenberg wurden Kanonen benutzt, gegen die von der Stadtseite herankommenden Soldaten reichte Musketenfeuer aus. Durch den Angriff wurden Teile des Schlosses beschädigt. Die Verteidiger hatten nur einige wenige Leichtverwundete, während die Angreifer etwa 100 Tote und Verwundete zu beklagen hatten. Unklar ist, weshalb die Franzosen kurze Zeit später abzogen. Möglicherweise fürchtete die schwache Truppe stärkere Angriffe. Möglicherweise machte der Verlust der Vorräte den Aufenthalt unnötig.
Bis Dezember 1760 blieb die Stadt bis auf einige Patrouillen beider Seiten vom Militär verschont. Am 24. Dezember kam es innerhalb der Stadt zu einem Kampf zwischen zwei dieser Spähtrupps. Kurze Zeit später wurde die Stadt von einem alliierten Korps besetzt. Nachdem die Stadt ihm Vorräte geliefert hatte, zogen die Truppen ab. Eine kleine Einheit kehrte zurück und besetzte unter anderem das Schloss. Die in Grevenstein stehenden Franzosen überfielen diese Truppe in der Nacht und machten einige Gefangene.

## Französische Besatzung

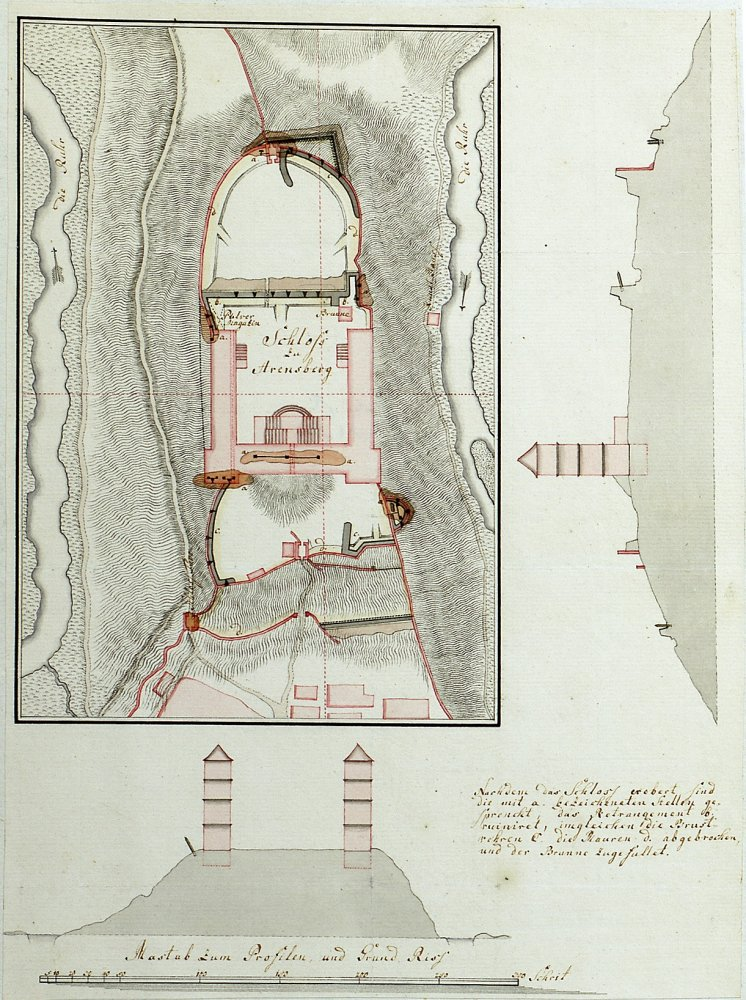
Grundriss des Schlosses Arnsberg mit Verteidigungsanlagen (Karte von 1762)

In der Folge war das Schloss französisch besetzt, während die Stadt weiterhin von kleinen Truppen beider Seiten durchzogen wurde. Schließlich organisierten die Bürger einen ständigen Postendienst, was den Durchzug von Patrouillen beendete. Nach der Niederlage der Franzosen bei Vellinghausen im Juli 1761 marschierte ein Teil der französischen Armee unter Charles de Rohan, Prince de Soubise, durch Arnsberg nach Herdringen, wo sie ein paar Tage lagerte. Die Armee zog danach weiter in Richtung Rhein.
Arnsberg blieb aber in französischer Hand. Stadtkommandant war ein gewisser Muret. Er kommandierte 150 Mann von Regiment Elsaß, 130 Mann eines Freikorps sowie 40 Husaren. Insbesondere die Berittenen hatten die Aufgabe, durch Streifzüge zu erkunden, ob rund um die Waffenplätze der Gegner in Hamm und Lippstadt auffällige Aktivitäten zu beobachten waren. Dabei beunruhigten sie die Bevölkerung und raubten Leute, Munition und Lebensmittel. Die Stadt hatte im Winter 1761/62 insofern strategische Bedeutung, weil sie die Verbindung zwischen zwei französischen Armeen am Niederrhein und in Hessen schützte. Für den alliierten Befehlshaber Herzog Ferdinand von Braunschweig war es daher von großer Bedeutung, diese Verbindungslinie aufzuheben. Die Franzosen wurden offenbar freundlich aufgenommen. Sie veranstalten Bankette, Musikaufführungen und Tanzveranstaltungen, an denen die Honoratioren der Stadt sowie der Adel der Umgebung teilnahmen.

## Belagerung

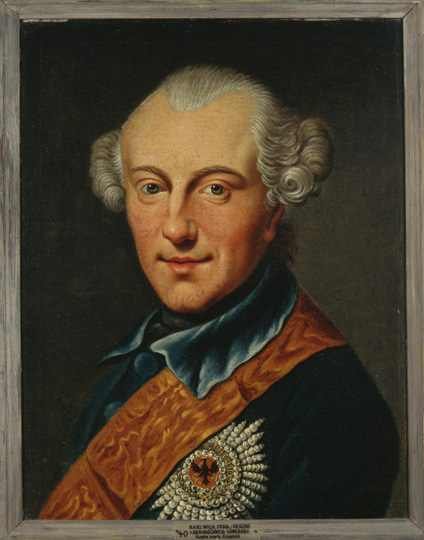
Carl Wilhelm Ferdinand von Braunschweig-Wolfenbüttel

Der französischen Besatzung von etwa 200 Mann war die Gefahr durch die Alliierten durchaus bewusst. Die Soldaten bereiteten sich seit Anfang April 1762 systematisch auf einen Angriff vor. Es wurden umfangreiche Befestigungsarbeiten ins Werk gesetzt. So wurden Wälle, Brustwehren, Bastionen und Palisaden errichtet. Von der Klosterbrücke wurde ein Teil der Bohlen entfernt, um einen Übergang über die Ruhr zu erschweren. Das Schloss wurde mit Kanonen versehen. Teilweise wurden Geschütze aus anderen Schlössern wie Schnellenberg oder Wocklum herangeschafft. Allerdings waren es insgesamt nur wenige und zudem noch schlechte Kanonen. Eine zeitgenössische Karte zeigt verschiedene Bastionen mit Geschützstellungen und anderen Verteidigungseinrichtungen. Besonders auffällig ein offenbar starker Wall auf dem Plateau des Schlossberges.
Am 12. April deuteten Aktivitäten der Gegenseite bei Hamm auf einen bevorstehenden Angriff hin. Von Münster kommend, marschierten die Truppen von Hamm unter dem persönlichen Kommando des Erbprinzen Karl Wilhelm von Braunschweig ins Herzogtum Westfalen ein. Er befehligte ein Korps von etwa 15.000 Mann. Es bestand aus Kavallerie, Infanterie, Husaren und Jägern sowie zahlreichen Geschützen. Die Armee bewegte sich in zwei Kolonnen. Von Lippstadt marschierte eine zweite alliierte Truppe unter dem Kommando des Generalleutnants von Oheim in Richtung Arnsberg.
Der Stadtkommandant in Arnsberg schickte die bei einer Belagerung nutzlosen Kavalleristen fort, auch um Entsatz heranzuholen. In Werl wurden von den Alliierten alle erreichbaren Zimmerleute verpflichtet, eine Ruhrbrücke bei Bremen für den Flussübergang zu reparieren, da der Fluss Hochwasser führte. Daneben wurden weitere Brücken geschlagen, um die Truppen schnell über die Ruhr zu bringen. Die Alliierten marschierten mit leichten Truppen auch in andere Teile des Herzogtums ein und zwangen die Einwohner, angesehene Persönlichkeiten als Geiseln zu stellen. Die Hauptmacht der Alliierten rückte auf Arnsberg vor. Verschiedene Orte der Umgebung wie Hövel, Hachen, Sundern und Hellefeld wurden besetzt. Auch die Gegend in Richtung Meschede wurde gesichert, um mögliche Verstärkungen für die Franzosen zu verhindern.

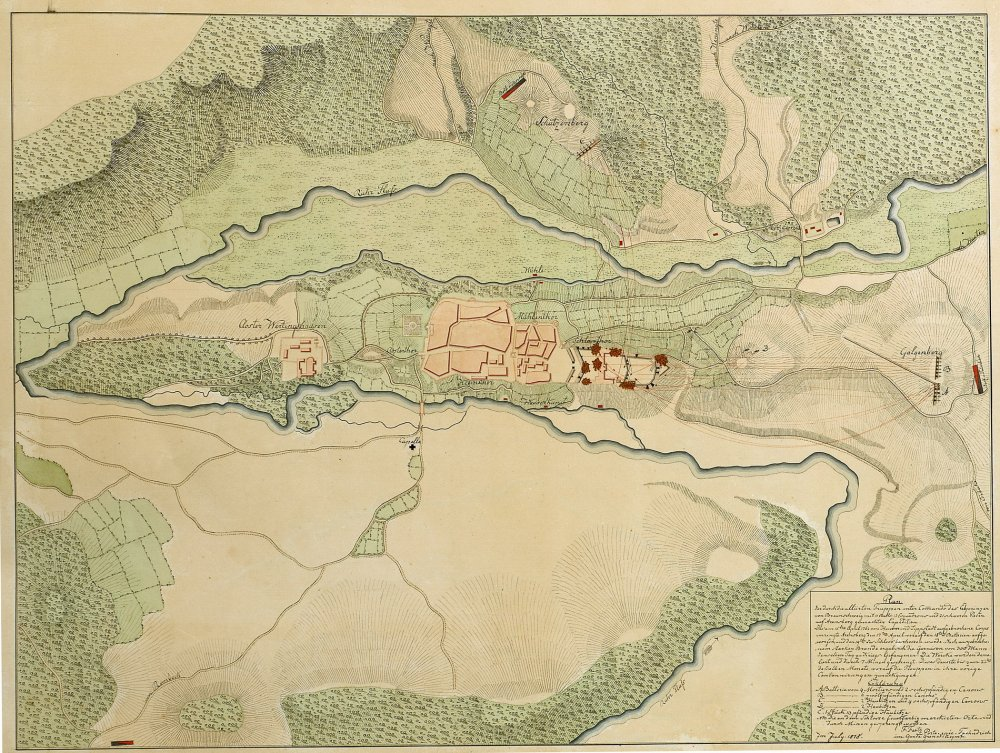
Plan der durch die alliierten Truppen unter Commando des Erbprinzen von Braunschweig mit 11 Batls., 15 Esquadrons und 21 schweren Piecen auf Arensberg gemachten Expedition

Am 16. April erreichten die Alliierten Arnsberg und schlossen die Stadt ein. Bei einem Erkundungsritt wurde das Pferd unter dem Oberbefehlshaber beim Kloster Wedinghausen weggeschossen. Einen Tag später am 17. April begannen die Alliierten etwa 300 Klafter vom Schloss entfernt auf dem Galgenberg Geschützbatterien zu postieren. Auch auf dem Römberg wurden Batterien in Stellung gebracht. Auf den zeitgenössischen Plänen der Beschießung ist der Berg teilweise fälschlicherweise als Seltersberg bezeichnet. Die Eingeschlossenen versuchten vergeblich, diese Vorbereitungen durch Kanonenfeuer zu stören. Insgesamt sollen die Alliierten acht Mörser, acht Haubitzen und vierundzwanzig schwere Kanonen mitgeführt haben. Nach einem zeitgenössischen Zeitungsbericht wurden zum Bau der Stellungen alle in der Gegend zu findenden „Weibspersonen“ verpflichtet. Der Hintergrund für diese ungewöhnliche Maßnahme ist, dass die meisten Männer schon früher geflohen waren, um Zwangsrekrutierungen zu entgehen.
Die Alliierten forderten die Stadt zur Übergabe auf. Über den Verlauf der Verhandlungen gibt es unterschiedliche Darstellungen. Nach einer Darstellung war der französische Stadtkommandant dazu bereit unter der Bedingung, dass die Stadt neutralisiert und nicht beschossen werde. Der Erbprinz ging auf die Bedingungen ein und die Franzosen zogen sich daraufhin aus der Stadt auf das Schloss zurück. Der französische Kommandant war unter bestimmten Bedingungen bereit, auch das Schloss zu übergeben. Als man ihm aber einen ehrenhaften Abzug verweigerte, entschloss er sich zur Verteidigung. Nach einer anderen Darstellung antwortete der Kommandant, nicht eher aufzugeben, bis ihm das Sacktuch im Rocke brennt. Danach sei der damalige Arnsberger Bürgermeister Arens mit einer Delegation auf dem Schloss erschienen und hätte vor den Folgen einer Beschießung für die Stadt gewarnt. Weil er Entsatz erwartete, lehnte der Kommandant eine Übergabe ab, war aber schließlich bereit, die Stadt zu räumen und durch eine kleine Truppe Hessen besetzen zu lassen.
Am Morgen des 19. April begann die Beschießung sowohl vom Galgenberg wie auch vom Römberg aus. Während die Geschütze vom Römberg nur Schäden am Schloss anrichteten, erreichten Kanonenkugeln vom Galgenberg auch die Stadt. Die Besatzer antworteten ihrerseits mit Geschützfeuer. Die Beschießung hielt während des ganzen Tages an. Im Schloss brach ein starkes Feuer aus und schließlich flog auch der Hauptmunitionsvorrat in die Luft. Die Besatzung floh zunächst in unterirdische Gänge, und als diese auch nicht mehr sicher waren, in die Außenwerke. Auch die Stadt war zum großen Teil in Brand geschossen worden. Insgesamt sollen 2000 Kanonenkugeln, 300 Feuerkugeln und 1200 Bomben auf Schloss und Stadt niedergegangen sein. In der Stadt waren 53 Häuser den Flammen zum Opfer gefallen. Andere Angaben sprechen von 63 Häusern. Unter den beschädigten Gebäuden war auch die Jesuitenmission. Beschädigt wurde auch die Wasserkunst zur Versorgung der Stadt mit Trinkwasser.
Nach einer Darstellung wies Muret ein weiteres alliiertes Übergabeangebot zurück. Inzwischen breiteten sich die Flammen im Schloss immer weiter aus. Die Versuche den Brand zu löschen scheiterten. Der Erbprinz soll vom Durchhaltewillen der Franzosen angesichts des Brandes und des Qualms beeindruckt gewesen sein und befahl, das Feuer einzustellen. Die Franzosen waren aber noch immer nicht zu einer Übergabe bereit. Als die Brände schließlich auch die Außenwerke erreichten, blieb ihnen nichts anderes übrig, als aus dem sogenannten Galgentor das Schloss zu verlassen. Die Franzosen durften, wie es zeitgenössisch hieß, mit allen „Kriegshonneurs“ abziehen. Eine andere Darstellung berichtet, dass Bürgermeister Arens Muret zur Übergabe drängte. Die Franzosen gaben daraufhin auf. Ihnen wurde aber nicht ein ehrenvoller Abzug gewährt, sondern sie gingen in Kriegsgefangenschaft.

## Folgen
Ein paar Tage später ließ der Befehlshaber der Alliierten Mauern und Teile des Schlosses sprengen. Er überließ den Bürgern das noch vorhandene Mehl der Franzosen. Außerdem übergab er für die abgebrannten Bürger eine beträchtliche Geldsumme zur Linderung der ersten Not. Auf Grund der Nachricht vom Heranmarsch starker französischer Verbände zogen sich die Alliierten zurück. Zahlreiche wehrfähige Männer wurden zwangsverpflichtet und Geiseln mitgeführt. Unter diesen waren auch der Abt von Kloster Wedinghausen und der Pfarrer von Sundern.
Die Reste des Schlosses wurden vollständig ausgeplündert. Nach Abzug der Alliierten gingen die kurfürstlichen Behörden dagegen vor und ließen Haussuchungen in der Stadt und im Umkreis durchführen und gestohlene Gegenstände beschlagnahmen. Auch diese gingen später größtenteils wieder verloren, so dass von der Innenausstattung des Schlosses kaum etwas übrig ist. Das Schloss selber wurde nicht wieder aufgebaut. Die Steine wurden später zum Bau eines Zuchthauses (später Regierung, heute Verwaltungsgericht Arnsberg) verwendet. Die Reste des Schlosses sind heute eine Ruine. Zur Erinnerung an die Zerstörung des Schlosses wurde eine 160 mm große Medaille geprägt. In der Mitte ist das brennende Schloss in einer seltenen Vorderansicht zu sehen, auf welches glühende Geschosse niedergehen. Darüber schwebt der Arnsberger Adler. Daneben sind Eroberung und Übergabe angedeutet. Die Umschrift lautet: „SO BRANTE DVRH GESCHVTZ - DES ADLERS FEINER SITZ“.